# Dnevnik Hiacinte Novak
Dnevnik Hiacinte Novak je roman Aksinje Kermauner v treh delih, izhajal je v letih 2003 in 2004 pri založbi Miš.

## Vsebina
Dnevnik Hiacinte Novak, V znamenju tehtnice (COBISS)
Hiacinta je ločenka srednjih let, ki se nekega dne, potem ko je prebrala Dnevnik Bridget Jones, odločila, da se bo tudi sama lotila pisanja dnevnika. Je mati dveh odraščajočih pubertetnic, zaposlena na pošti, kjer nekega dne spozna čednega podjetnika z nepremičninami, Florjana Korošca. Z njim se zaplete v ljubezensko razmerje, ki se po misiji »Pod krinko«, v kateri skupaj z dvema prijateljicamna, Hildo in Saro, skuša razkrinkati Sarinega moža. Med akcijo se Hiacinta sreča s Florjanom , ki se kasneje skupaj z dekleti odpravi v lokal, kjer ga skuša zapeljati Sara. Hiacinta, ki se je medtem zaradi finančnih težav zaposlila v Florjanovme podjetju, se ljubosumna odpravi domov, misleč, da jo je Florjan prevaral. Hkrati jo muči vest, da je Florjan poročen in da morda tudi sama ni popolna, vendar se slednje kasneje izkaže za neresnično. 
Sara nadaljuje svojo igro zapeljevanja pod pretvezo, da želi kupiti vikend ob morju, kjer bi lahko v miru pisala, čeprav v resnici sploh ni pisateljica. Na poti ji stoji Hiacinta, ki se je skuša znebiti z zvijačo: v prtljažnik njene stoenke skrije denar, ki ga je ukradla iz Florjanovega sefa. Ko Hiacinta nekega dne nič hudega sluteč pride v službo, jo tam pričaka Florjan s Saro in policijo. Obtožijo jo kraje denarja, vendar se kasneje izkaže, da je za ta zločin kriva Sara, ki tako pristane v zaporu, Florjan pa se vrne k Hiacinti. 

Dnevnik Hiacinte Novak, V znamenju škorpijona (COBISS)
V drugem delu Hiacintinega dnevnika spoznamo Florjanovo mamo, Vando Korošec, ki svojega sina z dekletom zaloti v nerodnem položaju. Zaljubljenca želita popraviti vtis, zato se odločita, da bosta skupaj poskrbela za večrjo pri Hiacinti. Večerjo naj bi skuhala Hiacinta, ki spoh ni vešča kuhanja, poleg tega pa mora skuhati povsem nepoznano jed. V zadregi Hiacinta na pomoč pokliče svojo prijateljico Hildo. Skupaj pripravita večerjo za gospoda in gospo Korošec, ki se kasneje izkaže za popolno polomijo. Hiacinta se ponovno znajde v stiski, saj se zaveda, da bo ta večerja vplivala na njen odnos s Florjanom, ki je po večerji dolgo ne obišče.
Že naslednjega dne na sprehodu s svojo psičko Belo sreča Gorana Rovana (sama mu nadene vzdevek grof Drakula), ki jo kasneje reši iz nevarnih položajev. Rovan poskrbi tudi za Hiacintino omotičnost, saj ji v kavo, ki jo pogosto kuha sam, nasuje mamilo, zaradi česar se kasneje Hiacinta ne spomni preteklih dogodkov, Zato misli, da je prevarala Florjana, ko se je nekega dne zbudila ob grofu Drakuli.
Dnevnik se konča s Hiacintinim obiskom v Florjanovi pisarni, kjer Hiacinta odkrije, da je bil njen fant med vikendom, ko naj bi bil v tujini, v resnici v hotelu s svojo mamo. Tam najde tudi račun iz toplic, kjer naj bi Florjan vzdrževal svojo ljubico. Nato v pisano vstopi Florjan, ji vse pojasni in ji očita prevaro z Goranom. Pojasni ji tudi, zakaj je tako dolgo ni obiskal. Nato mu Hiacinta pove, kaj je med njegovo odsotnostjo odkrila v pisarni, iz katere nato zbeži.

Dnevnik Hiacinte Novak, V znamenju vodnarja (COBISS)
V tretjem delu se Hiacinta odpravi v zdravilišče, kamor jo pospremi fizioterapevt Jur, s katerim se skuša zaplesti v ljubezensko romanco, da bi pozabila na Florjana in nezgodo z Rovanom, a ji slednji podvig ne uspe ravno najbolje. 
V službi ni ravno najbolj uspešna, saj jo šefica Helena nenehno zbada. Nekega dne se ji upre, vendar že naslednii dan začuti posledice svojga dejanja. Helena jo namreč pod pretvezo, da ima rojstni dan, povabi v pisarno in ji ponudi šampanjec. Čez nekaj minut se na pošti pojavijo inšpektorji, ki najdejo Hiacinto pijano na delovnem mestu in ji zagrozijo z odpustitvijo, če ne bo bolj previdna. 
Hiacinto težave spremljajo tudi v zasebnem življenju. Nekega dne, ko se hčeri odpravita na smučanje z očetom, v Vanesini omari odkrije droge in po pogovoru s svojo prijateljico Katjo spozna, da se hči vdaja mamilom. Hiacinta sklene, da bo poskrbela za svojo prvorojenko, kar ji nazadnje tudi uspe. 
Novo leto, ki ga Hiacinta pričaka sama, se zanjo slabo začne, saj izgubi službo na pošti. Obupana se zatče k svoji prijateljici Vesni, ki ji priskrbi službo v tovarni. Hiacinta jo sprejme in hkrati upa, da bo kmalu dokončala študij angleščine in dobila boljšo službo.
Na poroki svoje prijateljice Hilde spozna Alena, za katerega meni, da ji lahko pomaga pozabiti Florjana, kasneje pa spozna, da ni primeren zanjo. 
Sreča tudi Gorana, ki ji skuša povedati po resnici, zakaj jo je neprestano zaslodoval, vendar se mu Hiacinta izogiba. Naposled mu le prisluhne in izve, da ni prevarala Florjana in da so bila za njeno omotičnost kriva mamila, ki jih je Rovan, ki je na obisku vedno želel pripravljati kavo, nasul v skodelico. Hiacinta nato vsa srečna, ker ni prevarala Florjana (ta si je medtem našel že drugo simpatijo), steče k njemu in mu pove, kar je pravkar izvedela. Ko Florjan izve, da naj bi bila za njuno propadlo razmerje kriva njegova mati, jo nemudoma nažene iz pisarne, s čimer je njuno razmerje dokončno končano. Nato Hilda prijateljici po telefonu sporoči, da je dobila službo prevajalke. Dnevnik se zaključi s Hiacintinim spoznanjem, da lahko ženska povsem sama brez moške podpore krmari skozi življenje.